# Austin (Pennsilvània)
Austin és una població dels Estats Units a l'estat de Pennsilvània. Segons el cens del 2000 tenia 623 habitants.

## Demografia
Segons el cens del 2000, Austin tenia 623 habitants, 243 habitatges, i 164 famílies. La densitat de població era de 60,4 habitants per quilòmetre quadrat.
Dels 243 habitatges en un 39,1% hi vivien nens de menys de 18 anys, en un 49,4% hi vivien parelles casades, en un 11,5% dones solteres, i en un 32,5% no eren unitats familiars. En el 26,7% dels habitatges hi vivien persones soles l'11,9% de les quals corresponia a persones de 65 anys o més que vivien soles. El nombre mitjà de persones vivint en cada habitatge era de 2,56 i el nombre mitjà de persones que vivien en cada família era de 3,13.
Per edats la població es repartia de la següent manera: un 31,3% tenia menys de 18 anys, un 7,7% entre 18 i 24, un 30% entre 25 i 44, un 17,8% de 45 a 60 i un 13,2% 65 anys o més.
L'edat mediana era de 31 anys. Per cada 100 dones de 18 o més anys hi havia 90,2 homes.
La renda mediana per habitatge era de 28.846 $ i la renda mediana per família de 34.375 $. Els homes tenien una renda mediana de 29.659 $ mentre que les dones 20.729 $. La renda per capita de la població era de 12.210 $. Entorn del 13,4% de les famílies i el 21,2% de la població estaven per davall del llindar de pobresa.

## Poblacions més properes
El següent diagrama mostra les poblacions més properes.